# Chu Bá Hoa
Chu Bá Hoa (tiếng Trung: 周伯华; sinh tháng 7 năm 1948) là chính khách nước Cộng hòa Nhân dân Trung Hoa. Ông từng là Tỉnh trưởng Chính phủ Nhân dân tỉnh Hồ Nam và Tổng cục trưởng Tổng cục Quản lý Hành chính Công thương Quốc gia Trung Quốc (SAIC).

## Tiểu sử

### Thân thế
Chu Bá Hoa là người Hán sinh tháng 7 năm 1948, người Tương Đàm, tỉnh Hồ Nam.

### Giáo dục
Tháng 9 năm 1980 đến tháng 10 năm 1981, Chu Bá Hoa học tập tại Trường Đảng Tỉnh ủy Hồ Nam.
Tháng 9 năm 1983 đến tháng 7 năm 1986, ông theo học lớp đào tạo tại Trường Đảng Trung ương Đảng Cộng sản Trung Quốc.

### Sự nghiệp
Tháng 12 năm 1968, Chu Bá Hoa làm kỹ thuật viên nhà máy hợp kim cứng Chu Châu tỉnh Hồ Nam, thư ký Văn phòng Ủy ban cách mạng nhà máy. Tháng 12 năm 1970, Chu Bá Hoa gia nhập Đảng Cộng sản Trung Quốc. Tháng 12 năm 1971, ông nhậm chức Phó Chỉ đạo viên chính trị rồi Chỉ đạo viên chính trị phân xưởng nhà máy hợp kim cứng Chu Châu tỉnh Hồ Nam.
Tháng 1 năm 1978, ông được bổ nhiệm làm Phó Bí thư Đảng ủy nhà máy rồi Bí thư Đảng ủy nhà máy khí tài hàn nối Chu Châu tỉnh Hồ Nam.
Tháng 6 năm 1981, ông được bổ nhiệm làm Phó Chủ nhiệm Ủy ban Kinh tế thành phố Chu Châu, tỉnh Hồ Nam. Tháng 1 năm 1982, ông chuyển sang làm nghiên cứu viên Phòng nghiên cứu chính sách Tỉnh ủy Hồ Nam, hàm phó phòng.
Tháng 8 năm 1986, ông được bầu làm Ủy viên Ban Thường vụ Thành ủy Chu Châu kiêm Phó Thị trưởng Chính phủ nhân dân thành phố Chu Châu. Tháng 6 năm 1990, ông được bổ nhiệm làm Phó Bí thư Thành ủy Chu Châu, Phó Thị trưởng Chính phủ nhân dân thành phố Chu Châu rồi được bầu giữ chức Thị trưởng Chính phủ nhân dân thành phố Chu Châu.
Tháng 1 năm 1993, Chu Bá Hoa được bổ nhiệm làm Phó Tỉnh trưởng Chính phủ nhân dân tỉnh Hồ Nam. Tháng 10 năm 1995, ông được bầu kiêm nhiệm chức vụ Ủy viên Ban Thường vụ Tỉnh ủy Hồ Nam.
Tháng 11 năm 2001, ông được bổ nhiệm làm Phó Bí thư Tỉnh ủy Hồ Nam kiêm Phó Tỉnh trưởng Chính phủ Nhân dân tỉnh Hồ Nam. Tháng 3 năm 2003, Chu Bá Hoa được bổ nhiệm làm quyền Tỉnh trưởng Chính phủ Nhân dân tỉnh Hồ Nam. Tháng 1 năm 2004, ông chính thức được bầu giữ chức vụ Tỉnh trưởng Chính phủ Nhân dân tỉnh Hồ Nam.
Ngày 29 tháng 9 năm 2006, tại hội nghị lần thứ 23 của Ủy ban Thường vụ Đại hội đại biểu nhân dân khóa X tỉnh Hồ Nam, ông được miễn nhiệm chức vụ Tỉnh trưởng Chính phủ Nhân dân tỉnh Hồ Nam.
Tháng 10 năm 2006, ông được bổ nhiệm giữ chức Bí thư Ban Cán sự Đảng Tổng cục Quản lý Hành chính Công thương Quốc gia Trung Quốc, Tổng cục trưởng Tổng cục Quản lý Hành chính Công thương Quốc gia Trung Quốc. Ngày 21 tháng 10 năm 2007, tại phiên bế mạc của Đại hội Đảng Cộng sản Trung Quốc lần thứ 17, ông được bầu làm Ủy viên Ủy ban Trung ương Đảng Cộng sản Trung Quốc khóa XVII.
Ngày 13 tháng 3 năm 2013, hội nghị lần thứ nhất của Ủy ban Thường vụ Ủy ban toàn quốc khóa XII Chính hiệp Trung Quốc nhiệm kỳ 2013 đến năm 2018 thông qua bổ nhiệm Chu Bá Hoa làm Chủ nhiệm Ủy ban Kinh tế của Ủy ban Toàn quốc Hội nghị Hiệp thương Chính trị Nhân dân Trung Quốc.